# Olympique Gymnaste Club de Nice 1967-1968
Questa voce raccoglie le informazioni riguardanti l'Olympique Gymnaste Club de Nice nelle competizioni ufficiali della stagione 1967-1968.

## Stagione
Ottenendo dodici risultati utili consecutivi all'esordio in campionato, il Nizza divenne la prima squadra a prendere il comando solitario della competizione, lottando poi per il titolo assieme al Saint-Étienne. In seguito a un successivo allungo dei Verts, il Nizza perse definitivamente il contatto con la vetta, prevalendo infine contro diverse squadre nella bagarre per il secondo posto e guadagnando l'accesso in Coppa delle Fiere.
Nella competizione europea la squadra venne eliminata al primo turno, in seguito a un 5-0 complessivo subìto nelle due gare con la Fiorentina mentre in Coppa di Francia il Nizza giunse sino agli ottavi di finale affrontando diverse squadre provenienti da categorie inferiori come il Dunkerque, che eliminò la squadra.

## Maglie
| Manica sinistra · Manica sinistra · Maglietta · Maglietta · Manica destra · Manica destra · Pantaloncini · Calzettoni |

## Rosa
| N. |                    | Ruolo | Calciatore         |
| -- | ------------------ | ----- | ------------------ |
|    | Francia (bandiera) | P     | Marcel Aubour      |
|    | Francia (bandiera) | D     | Gérard Albert      |
|    | Francia (bandiera) | D     | Patrick Barthélémy |
|    | Francia (bandiera) | D     | Guy Cauvin         |
|    | Francia (bandiera) | D     | Francis Isnard     |
|    | Francia (bandiera) | D     | Richard Moussu     |
|    | Francia (bandiera) | D     | Bruno Rodzik       |
|    | Francia (bandiera) | D     | Maurice Serrus     |
|    | Francia (bandiera) | D     | Jean-Claude Un     |
|    | Francia (bandiera) | D     | Christian Vandini  |
|    | Francia (bandiera) | C     | Regis Bruneton     |
|    | Francia (bandiera) | C     | Daniel Cerutti     |

| N. |                      | Ruolo | Calciatore        |
| -- | -------------------- | ----- | ----------------- |
|    | Francia (bandiera)   | C     | Roger Jouve       |
|    | Francia (bandiera)   | C     | Sylvain Léandri   |
|    | Francia (bandiera)   | C     | Alain Rizzo       |
|    | Francia (bandiera)   | C     | Albert Robin      |
|    | Francia (bandiera)   | C     | Gérard Segarra    |
|    | Uruguay (bandiera)   | C     | José Suarez       |
|    | Francia (bandiera)   | A     | René Fioroni      |
|    | Francia (bandiera)   | A     | Arnoldo Granella  |
|    | Camerun (bandiera)   | A     | Jean-Rémy Issembé |
|    | Francia (bandiera)   | A     | Charly Loubet     |
|    | Argentina (bandiera) | A     | Rafael Santos     |
|    | Francia (bandiera)   | A     | Jean-Pierre Serra |

## Risultati

### Coppa delle Fiere
| Arbitro: | Kreitlein |

|  |           |              |
|  | Marcatori | 78’ Maraschi |

| Arbitro: | Schiller |

|                                           |           |  |
| De Sisti 9’ Brugnera 53’, 68’ Bertini 63’ | Marcatori |  |